# Мадар, Чаба
Чаба Мадар (венг. Madar Csaba; родился 8 октября 1974) — венгерский футболист, участник летних Олимпийских игр 1996 года.

## Карьера

### Клубная
Выступал в течение своей карьеры только в Венгрии, защищал цвета таких известных клубов, как «Дебрецен» и МТК. В составе последнего клуба выиграл пять чемпионатов страны и два национальных кубка. За свою карьеру провёл 367 игр и забил 32 гола в клубах. В 2008 году завершил карьеру по семейным обстоятельствам, временно возобновив её в следующем году.

### В сборной
В составе сборной играл на Олимпиаде в Атланте. Забил два гола на турнире: один в ворота сборной Бразилии и один в ворота сборной Японии.

## Личная жизнь
Есть трое детей. В данный момент занимается обучением детей футболу и лёгкой атлетике в одной из школ своего города.